# Nieetatowe Oddziały Milicji Obywatelskiej
Nieetatowe Oddziały Milicji Obywatelskiej (NOMO) – formacje pomocnicze Zmotoryzowanych Odwodów Milicji Obywatelskiej powoływane doraźnie z funkcjonariuszy terenowych jednostek Milicji Obywatelskiej, formowały pododdziały zwarte. Podstawą prawną do utworzenia NOMO było zarządzenie nr 076/69 Ministra Spraw Wewnętrznych w sprawie powoływania i organizacji nieetatowych oddziałów Milicji Obywatelskiej.

## NOP - nieetatowe oddziały prewencji Policji
Powołane Zarządzeniem Nr 715 Komendanta Głównego Policji z dnia 22 grudnia 2003 roku w sprawie szczegółowych zasad organizacji i zakresu działania nieetatowych pododdziałów i oddziałów prewencji Policji. Funkcjonariusze realizują zadania przewidziane dla oddziałów i pododdziałów zwartych Policji.
Do głównych zadań NOP należy:
- zapewnienie bezpieczeństwa w trakcie wystąpienia zbiorowych naruszeń prawa,
- zapewnienie bezpieczeństwa i porządku publicznego podczas zgromadzeń publicznych, imprez masowych oraz w związku z przejazdami osób w nich uczestniczących,
- zapewnienie ochrony porządku publicznego i mienia obywateli w czasie akcji ratowniczych podczas katastrof naturalnych, awarii technicznych, zagrożeń epidemiologicznych lub ekologicznych,
- udział w działaniach organizowanych w ramach pościgów za niebezpiecznymi przestępcami,
- innych wydarzeniach nadzwyczajnych wymagających natychmiastowego użycia zwiększonych sił policyjnych[4].